# ウォキーガン (イリノイ州)
ウォキーガン（英: Waukegan、[wɔːˈkiːɡən]）は、アメリカ合衆国イリノイ州の都市。レイク郡の郡庁所在地である。人口は8万9321人（2020年）。シカゴの北60キロメートルのミシガン湖畔に位置している。

## 市名の由来
現在のウォキーガンの場所は、1778年のトーマス・ハッチンスによる地図ではリヴィエール・デュ・ビュー・フォール（オールド・フォート・リバー）や、Wakaygaghと記録されていた。
1820年までに、フランス語の地名は英語のスモール・リトル・リバー（Small Fort River）となり、開拓地はリトルフォート（Little Fort）として知られるようになった。
Waukeganceや、その後のWaukeganという地名（小さな砦という意味。なお、ポタワトミ語で小さな砦はwakaiginという。）はジョン・H・キンジーとソロモン・ジュノーによって作られ、1849年に新しい地名に採用された
。

## 地理
ウォキーガンは北緯42度22分13秒 西経87度52分16秒 / 北緯42.37028度 西経87.87111度に位置している。市はミシガン湖岸にあり、ウィスコンシン州との州境から南に13㎞、シカゴ・ダウンタウンから北に60キロメートルに位置している。標高は約218m。
2010年の調査によれば、市域全面積は23.88平方マイル（61.8 km）2で、このうち陸地は23.67平方マイル (61.3 km2)、水域は0.21平方マイル (0.54 km2)で水域率は0.88%である
。

## 人口動態

### 2010年国勢調査
以下は2010年国勢調査による人口統計データである。
基礎データ
- 人口: 89,078 人

人種別人口構成
- 白人: 46.6%
- アフリカン・アメリカン: 19.2%
- ネイティブ・アメリカン: 1.2%
- アジア人: 4.3%
- 太平洋諸島系: 0.1%
- その他の人種: 24.6%
- 混血: 4.1%
- ヒスパニック・ラテン系: 53.4%
- ドイツ系アメリカ人: 5.3%

### 2000年国勢調査
以下は2000年国勢調査による人口統計データである。
| 基礎データ - 人口: 87,901 人 - 世帯数: 27,787 世帯 - 家族数: 19,450 家族 - 人口密度: 1,475.0人/km2（3,819.8人/mi2） - 住居数: 29,243 軒 - 住居密度: 490.7軒/km2（1,270.8 軒/mi2） 年齢別人口構成 - 18歳未満: 30.2% - 18-24歳: 12.1% - 25-44歳: 33.4% - 45-64歳: 16.4% - 65歳以上: 7.9% - 年齢の中央値: 29歳 - 性比（女性100人あたり男性の人口） - 総人口: 103.1 - 18歳以上: 103.2 | 世帯と家族（対世帯数） - 18歳未満の子供がいる: 40.4% - 結婚・同居している夫婦: 49.5% - 未婚・離婚・死別女性が世帯主: 14.6% - 非家族世帯: 30.0% - 単身世帯: 24.2% - 65歳以上の老人1人暮らし: 7.5% - 平均構成人数 - 世帯: 3.09人 - 家族: 3.68人 収入と家計 - 収入の中央値 - 世帯: 42.335米ドル - 家族: 47.341米ドル - 性別 - 男性: 30,556米ドル - 女性: 25,632米ドル - 人口1人あたり収入: 16,698米ドル - 貧困線以下 - 男性: 10.7% - 女性: 13.9% - 18歳以下: 18.1% - 65歳以上: 8.0% |

## 経済
市の包括的年間財務報告書によれば、市内の雇用主トップ10は以下の通りである。
| #  | 雇用主                                 | # 従業員数 |
| -- | -------------------------------------- | ---------- |
| 1  | レイク郡                               | 2,000      |
| 2  | ウォキーガン・コミュニティ第60統一学区 | 1,900      |
| 3  | カーディナル・ヘルス                   | 1,500      |
| 4  | ビスタ・ヘルスシステム                 | 1,350      |
| 5  | Uline                                  | 1,200      |
| 6  | コールマン・ケーブル                   | 1,000      |
| 7  | メドライン・インダストリーズ           | 850        |
| 8  | イリノイ州厚生局                       | 725        |
| 9  | ウォキーガン市                         | 508        |
| 10 | WMS インダストリーズ                   | 500        |

## 再開発
市は湖岸地区の再開発を計画している。湖岸地区では、ミッドウェストの発電所とノースショアの下水処理施設を除き、産業活動を行う施設は移転を求められている。
産業施設があった場所は住宅地や住民の憩いの場となる予定である。市はまた、開発に伴う将来の税収増を見込んで資金調達を行うTIF（Tax Increment Financing）地区を、魅力があり成功している新たな開発者のために設置する。
再開発の最初のステップは、映画館とコンサートホールの機能を兼ね備えたジェネシー・シアターの復活であり、これはすでに達成された。新たに多くのレストランが開業し、建物も修復された。さらにウォキーガン市は歩行者天国などのインフラ整備に多額の投資をした
。

## 観光

### 人気のあるイベント
- アートウォーク - アートウォークは毎月第3土曜日にダウンタウン・ウォキーガン内にあるウォキーガン芸術地区で行われる芸術祭である。絵画、彫刻、映像、ダンス、演劇、コメディ、音楽、パフォーマンスアート、食べ物、三輪自転車等様々な展示や催し物がある。
- シカゴ・ラティーノ・フィルム・フェスティバル
- フィエスタス・パトリアス・パレード＆フェスティバル - ダウンタウン・ウォキーガンで開催されるフィエスタス・パトリアス・パレード＆フェスティバルは、メキシコ、ベリーズ、ホンジュラスなど多くのラテンアメリカの国の独立を祝う祭りである。
- ホリデーウォーク - ホリデーウォークはダウンタウン・ウォキーガンで休日に開催される祭りである。

### 人気のある観光地
- ダウンタウン・ウォキーガン - ダウンタウン・ウォキーガンはレイク郡の中心市街地である。多くのレストラン、バー、商店のほか、ウォキーガン市立図書館、レイク郡大学、レイク郡裁判所（ウィリアム・D・ブロック記念法律図書館も併設）がある。
- ジェネシー・シアター
- レイク郡スポーツセンター
- ウォキーガン歴史博物館

## スーパーファンド用地

3か所のスーパーファンド用地があるウォキーガン港の地図。OMC (紫)、ウォキーガン・コークスプラント (赤)、ジョンズ・マンビル (黄)で着色している。

ウォキーガンには全国浄化優先順位表に（NPL）に記載されている有害物質を処理する3つのスーパーファンド用地がある。
1975年、ウォキーガン港の沈殿物からPCBが発見された。アウトボード・マリン・コーポレーション（OMC）の生産活動が原因であることが調査によって明らかになった。
OMCのプラントからPCBを含む排水が床排水を通じて排出され、ウォキーガン港に直接注ぎ、ミシガン湖を汚染していた。OMCのプラントはその後NPLに加えられ、43ヶ所ある五大湖懸念地域のうちの1つに指定された。
汚染地域の浄化は1990年に始まり、OMCは2000万～2500万ドルの資金を提供した。加えて、ウォキーガンガス・コークス製造会社の跡地の土壌汚染が見つかった。コークス炉跡地の土壌除去は2005年に完了した。
OMCの1.6㎞北にはジョンズ・マンビルの工場がある。
1988年、アスベストによる汚染が地下水や空気中に見つかった。即座にNPLに記載され、その後浄化が行われた。1991年、土壌のアスベスト除去は完了した。しかし、ジョンズ・マンビルの敷地外にも新たにアスベスト汚染が見つかっており、さらなる浄化が求められる。
ジョンズ・マンビルの2.4㎞西には、ヨーマン・クリーク処分場がある。ここは1959年から1969年まで廃棄物処分場として使われていた。
1970年、処分場の最下層から揮発性有機化合物やPCBを含む汚染水が地下水に浸み出しているのが見つかった。さらに爆発事故を引き起こすガスも放出されていた。
主な浄化作業は2005年に完了したが、この地域の水と空気の監視は続けられている。
ナンシー・ニコルズ著『レイク・エフェクト』では、ウォキーガン市民のPCB浄化への努力が記されている。

## 著名な出身者

### リー・イングランド・ジュニア
ウォキーガンは世界的に知名度の高いバイオリニストであるリー・イングランド・ジュニアの生まれ故郷である。彼は初めてナイキのジョーダン・ブランドと契約したアスリート以外の人物である。
彼の音楽的才能や、心を捉えるような逸話、音楽に注目してもらうためにした努力などに光を当てた多くの出版物で取り上げられている。彼はスティーヴィー・ワンダー、T-ペイン、エイス・フッド、他にも多くの著名なアーティストと共演した。

### ジャック・ベニー
ウォキーガンは、20世紀で最も有名で不朽のエンターテイナージャック・ベニー（1894–1974）の故郷である。彼は数十年にもわたり、ラジオやテレビショーなどでウォキーガンで生まれたと主張していたが、実際にはシカゴのマーシー病院で生まれた。
ベニーが少年時代を過ごしたこの町への愛情は、彼の共演者（であり妻）のメアリー・リヴィングストンとのやり取りからはっきりと感じ取ることができる。以下は1950年の母の日、コメディ番組の『ザ・ジャック・ベニー・プログラム』で、彼の夏のツアー計画について交わされた会話の一部である。
メアリー・リヴィングストン: ジャック、ウォキーガンでショーをするつもりはないの？
ジャック・ベニー: メアリー、僕はウォキーガンで生まれたんだ。 - よくついて来れるな？
1959年のテレビ番組『What's My Line?』（パネラーがゲストの名前や職業を当てるクイズ番組）では、ベニーは司会のジョン・デイリーに冗談を飛ばした。
彼ら（パネラー）は私がウォキーガンを有名にさせたと言った。しかしそれは本当ではない。ウォキーガンが私を有名にしてくれたんだ。これが真実だ。
とは言うものの、何年間もベニーは数百万人のリスナー（後に視聴者）にウォキーガンを注目させており、この町も彼の活躍に誇りを持っている。
ウォキーガン中学校は彼の栄誉を称えてジャック・ベニー中学校と改名された。このことについて、ベニーはこの上ない喜びだと語っている。2002年にはジェネシー・シアターの向い側に彼の銅像が建てられた。
ジェネシー・シアターは彼の出演した映画『マン・アバウト・タウン』（1939年公開）のワールドプレミアを主催した場所であり、ジャック・ベニー、メアリー・リヴィングストンのほか、ドロシー・ラムーア、フィル・ハリス、アンディ・ディヴァイン、ドン・ウィルソン、ロチェスター（エディ・アンダーソン）などがステージに登場した。
ジャック・ベニーがウォキーガンで育ったころ、彼の家族はいくつかの建物で暮らしていたが、現在はクレイトン・ストリート518番地にある住居が残っているのみである。この建物は2006年4月17日に市のランドマークに指定された。

### レイ・ブラッドベリ
SF作家、幻想文学作家のレイ・ブラッドベリはウォキーガンで生まれた。彼は少年期に西海岸へ移ったが、彼の作品の多くは、人格形成の時期を過ごしたウォキーガン（『たんぽぽのお酒』など、彼の作品中ではよくグリーンタウンという名前でよばれる ）に明らかに基づいている
。

### その他の著名人
- デヴィッド・クレノン - 俳優
- ニール・フリン - 俳優
- ブライアン・ヴァン・ホルト - 俳優
- ジェリー・オーバック - 俳優、声優
- スティーブ・ディ・ジョルジオ - ベーシスト
- ストラウス兄弟 - 映画監督、VFXアーティスト。AVP2 エイリアンズVS.プレデター、スカイライン -征服-を手がける。
- キム・スタンリー・ロビンソン - SF作家。火星三部作で知られる。
- ボブ・オファレル - MLBの捕手。1926年のナショナルリーグ最優秀選手。
- ブライアン・トラックスラー - プロ野球選手。NPB・福岡ダイエーホークスや台湾でもプレー。
- ショーン・マリオン - バスケットボール選手。
- オットー・グレアム - アメリカンフットボール選手。

## 教育
市内の公立学校はウォキーガン第60公立学区が管轄している。幼稚園生から第12学年まで合計約17,000人の児童を抱えている。市内には3つの幼稚園、15の小学校、5つの中学校、3つの高校がある。

### 幼稚園
- EPICアーリー・ラーニングセンター（マカリスター・ストリート南540番地）
- EPICノース・ショア（ジュリアン・ストリート326番地）
- EPIC AOEC（グレンロック・アベニュー1020番地）

### 小学校
- カーマン・バックナー小学校（ヘルムホルツ・ストリート520番地）
- ジョン・S・クラーク小学校（ブランチャード・ロード601番地）
- クリアビュー小学校（デラウェア・ロード1700番地）
- アンドリュー・クック・マグネットスクール（ベルヴィディア・ロード522番地）
- グレン・フローラ小学校（チェスナット・ストリート1110番地）
- グレンウッド小学校（ノースムーア・ストリート2500番地）
- グリーンウッド小学校（ノース・アベニュー1919番地）
- ハイドパーク小学校（ハイドパーク・アベニュー1525番地）
- リトルフォート・小学校（ブランチャード・ロード1775番地）
- ライオン・マグネットスクール（エルムウッド・アベニュー南800番地）
- H・R・マッコール小学校（マカリー・ロード3215番地）
- ノース小学校（フランクリン・ストリート410番地）
- オークデール小学校（マカリー・ロード2230番地）
- ワシントン小学校（オーチャード・アベニュー南110番地）
- ホイッティア小学校（ルイス・アベニュー北901番地）

### 中学校
- ロバート・アボット中学校（ワシントン・ストリート1319番地）
- ジャック・ベニー中学校（モンテサーノ・アベニュー1401番地）
- トーマス・ジェファーソン中学校（ルイス・アベニュー南600番地）
- ミゲル・フアレス中学校（バットリック・ストリート北201番地）
- ダニエル・ウェブスター中学校（ニューヨーク・ストリート930番地）

### 高校
- ウォキーガン高校ワシントンキャンパス（ワシントン・ストリート1011番地）
- ウォキーガン高校ブルックサイドキャンパス（ブルックサイド・アベニュー2325番地）
- オルタナティブ・オプショナル・エデュケーションセンター（グレンロック・アベニュー1020番地）

ウォキーガン高校は1870年に設立された。1975年に、ウォキーガン・ウェストライダーズ、ウォキーガン・イーストブルドッグズの2つの高校に分かれた。1990年に2つの高校のスポーツチームが統合され、1991年秋には高校自体も統合された。
高校のニックネームはブルドッグズとなったが、ライダーズを表す海賊の眼帯もブルドッグの絵に追加され、またライダーズのスクール・カラーである紫、緑、金も追加された。2000年秋、より多くの生徒を受け入れるために第9学年センターを創設した。

## 交通
ウォキーガンには港湾地区があり、ウォキーガン港とウォキーガン地域空港がある。
- ウォキーガン港
  - マリーナでは娯楽用ボートのための施設やサービスを提供している。
  - 産業用の港には毎年90～100の大型船が接岸する。現在、港に荷捌き施設がある企業は、ゴールド・ボンド建材（10万トンの石膏を収容できる）、ラファージ社（12のセメントサイロ）、セントメアリーズ・セメント社（2つのセメントサイロ）である。

- ウォキーガン地域空港
  - 連邦航空局によってゼネラル・アビエーションの認証を受けている。
  - 合衆国税関局の施設があり、国際線の直行便もある。
  - 幅広いVIP層がプライベート機の発着をしている。この中にはダライ・ラマやディック・チェイニーも含まれている。

レイク郡マクローリー遊歩道がウォキーガンを通過している。ケノーシャからノースショアに至る自動車通行不可の道路であり、シカゴ・ノースショアー・アンド・ミルウォーキー鉄道の線路跡に沿っている。
メトラはウォキーガンとシカゴのダウンタウンを結ぶユニオンパシフィック/ノースラインを運行している。列車は毎日早朝から深夜まで運行される。ウォキーガンと周辺地域を結ぶ公共バス路線はペース（Pace）が運行している。ほとんどの路線は月曜日から土曜日までの運行で、日曜・祝日の運行は2路線のみである。
市内にはライセンスを取得したタクシー会社が3社ある。303タクシー、イエロー＆チェッカー・カブス、スピード・タクシーの3社で、いずれも市の条例の下で営業している。

## 史跡
- ボーウェン・パーク
- 五大湖海軍基地
- ウォキーガンビル
- ウォキーガン市立図書館

## 大衆文化の中で
- マーベルコミックスが刊行している漫画ゴーストライダーの主人公ジョニー・ブレイズはウォキーガン生まれという設定である[13]。
- 地元では「どこにも行かない高速道路」として知られているウォキーガン市内を通るイリノイ州道137号線は恋はデジャ・ブ、アイス・ハーヴェスト 氷の収穫、ブルース・ブラザース、コンテイジョン、バットマン ビギンズなどの映画で銃撃戦のロケ地として使われた。
- シャリッサ featuring R・ケリーの曲『In Love with a Thug』は、主に市内のジェネシー・ストリートとウォーター・ストリートの角で撮影が行われた。
- ディズニーチャンネルで放送されているテレビドラマやってないってば!はウォキーガンで撮影された。
- トム・ウェイツの1985年のアルバム『レイン・ドッグ』に収録されている曲『ガン・ストリート・ガール』には "He left Waukegan at the slammin' of the door" という歌詞がある。

## 姉妹都市
- 宮崎市 - 旧清武町と1990年5月3日に提携。